# ديانا نوموسكا
ديانا نوموسكا مواليد 5 يناير 1985، هي لاعبة كرة يد مقدونية تلعب كحارس مرمى. مثلت منتخب مقدونيا لكرة اليد للسيدات.

## سجل المنافسة
شاركت في البطولات التالية:
- بطولة أوروبا لكرة اليد للسيدات 2012